# H. Hellmut Koch
Hans Hellmut Koch (* 9. März 1944; † 14. November 2010) war ein deutscher Internist und Endokrinologe.
H. Hellmut Koch war Chefarzt der Medizinischen Klinik 1 am Klinikum Nürnberg. Von 1999 bis 31. August 2010 war er Präsident der Bayerischen Landesärztekammer und anschließend deren Ehrenpräsident. Innerhalb der Bundesärztekammer war er bis zum Ende seiner Standesfunktionärstätigkeit Vorsitzender der Weiterbildungsgremien, deren Vizepräsident er schon davor von 1995 bis 1999 war. 
Anfang Oktober 2010 wurde er mit der Paracelsus-Medaille ausgezeichnet.
Koch war Angehöriger des Corps Guestphalia Erlangen.